# 삼십이 구성요소
삼십이 구성요소는 몸에 있는 32가지 구성요소 또는 32 부위를 말하는데, 상좌부 불교의 부정관 수행에서 사용된다. 이 32가지 구성요소를 사용하는 부정관을 몸을 구성하는 32가지 요소에 대한 알아차림, 몸의 32가지 부위에 대한 혐오, 또는 32가지 몸의 부위에 대한 관찰이라 한다. 이에 비해 대승불교의 부정관 수행에서는 36가지 구성요소에 대한 관찰이 사용되는데, 이들을 36물(三十六物)이라 한다.
팔리어 경전 〈대념처경〉과 〈염처경〉에서 몸에 있는 32가지 구성요소를 사용하는 부정관 수행은 4념처 수행 중 신념처 수행의 구체적인 수행법  14가지 중 네 번째에 해당한다.
1. 호흡의 출입에 대한 알아차림
2. 몸의 상태에 대한 알아차림
3. 몸의 행동에 대한 알아차림
4. 몸을 구성하는 32가지 요소에 대한 알아차림
5. 몸의 4대 요소에 대한 알아차림
6. 죽은 시체에 대한 관찰
7. 죽은 시체를 짐승들이 쪼아 먹는 모습에 대한 관찰
8. 해골에 살과 피와 힘줄이 뒤엉켜 있는 모습에 대한 관찰
9. 해골에 피와 힘줄이 뒤엉켜 있는 모습에 대한 관찰
10. 해골에 힘줄만 남아 붙어 있는 모습에 대한 관찰
11. 해골과 뼈가 흩어져 있는 모습에 대한 관찰
12. 해골이 하얗게 바랜 모습에 대한 관찰
13. 해골이 뼈 무더기로 변한 모습에 대한 관찰
14. 뼈가 삭아 티끌로 변한 모습에 대한 관찰

## 수행법의 이름
팔리어 경전의 〈대념처경〉과 〈염처경〉에 따르면 신념처의 구체적 수행법은 총 14가지인데, 경전 자체에 14가지 구체적 수행법에 대한 명칭이 들어 있는 것은 아니다. 따라서 수행자들이나 경전 번역자들 혹은 주석가들 혹은 연구자들이 정리한 이름들이 사용된다. 이 부정관 수행법의 명칭으로 한글 세 가지와 영문 한 가지를 들면 다음과 같다.
| 번호 | 한글 1                                    | 한글 2                       | 한글 3                       | 영문                                            |
| ---- | ----------------------------------------- | ---------------------------- | ---------------------------- | ----------------------------------------------- |
| 4    | 몸을 구성하는 32가지 요소에 대한 알아차림 | 몸의 32가지 부위에 대한 혐오 | 32가지 몸의 부위에 대한 관찰 | The Reflection on the Repulsiveness of the Body |

## 몸을 구성하는 32가지 요소에 대한 알아차림 수행법
팔리어 경전의 〈대념처경〉과 〈염처경〉 그리고 그 주석서에 따르면 몸을 구성하는 32가지 요소에 대한 알아차림의 수행법은 아래 목록과 같다.

### 1. 자신의 몸의 32가지 요소에 대한 수행
다시 비구들이여, 비구는 발바닥에서부터 위로 올라가며 그리고 머리털에서부터 아래로 내려가며 이 몸은 살갖으로 둘러싸여 있고 여러 가지 부정(不淨)한 것으로 가득 차 있음을 반조한다. 즉 '이 몸에는 머리털 · 몸털 · 손발톱 · 이빨 · 살갗 · 살 · 힘줄 · 뼈 · 골수 · 콩팥 · 심장(염통) · 간 · 횡경막(근막) · 비장(지라) · 허파 · 큰창자 · 작은창자 · 위 · 똥 · [뇌] · 쓸개즙 · 가래 · 고름 · 피 · 땀 · 지방(굳기름) · 눈물 · 피지(피부의 기름기) · 침 · 콧물 · 관절활액 · 오줌 등이 있다.'고.

 — 각묵스님 옮김(2015) 《디가 니까야》 제2권 제22경 〈대념처경〉 초기불전연구원. pp.504~505. 편집자가 용어 일부 변경. []는 주석서에 의거하여 편집자가 추가

#### (1) 머리털
몸에는 부정(不淨)한 즉 예쁜 것이 아닌(ugly) 머리털이 있음을 반조하여 알아차린다.

#### (2) 몸털
몸에는 부정(不淨)한 즉 예쁜 것이 아닌(ugly) 몸털이 있음을 반조하여 알아차린다.

#### (3) 손발톱
몸에는 부정(不淨)한 즉 예쁜 것이 아닌(ugly) 손발톱이 있음을 반조하여 알아차린다.

#### (4) 이빨
몸에는 부정(不淨)한 즉 예쁜 것이 아닌(ugly) 이빨이 있음을 반조하여 알아차린다.

#### (5) 살갗
몸에는 부정(不淨)한 즉 예쁜 것이 아닌(ugly) 살갗이 있음을 반조하여 알아차린다.

#### (6) 살
몸에는 부정(不淨)한 즉 예쁜 것이 아닌(ugly) 살이 있음을 반조하여 알아차린다.

#### (7) 힘줄
몸에는 부정(不淨)한 즉 예쁜 것이 아닌(ugly) 힘줄이 있음을 반조하여 알아차린다.

#### (8) 뼈
몸에는 부정(不淨)한 즉 예쁜 것이 아닌(ugly) 뼈가 있음을 반조하여 알아차린다.

#### (9) 골수
몸에는 부정(不淨)한 즉 예쁜 것이 아닌(ugly) 골수가 있음을 반조하여 알아차린다.

#### (10)  콩팥
몸에는 부정(不淨)한 즉 예쁜 것이 아닌(ugly) 콩팥이 있음을 반조하여 알아차린다.

#### (11) 심장(염통)
몸에는 부정(不淨)한 즉 예쁜 것이 아닌(ugly) 심장(염통)이 있음을 반조하여 알아차린다.

#### (12) 간
몸에는 부정(不淨)한 즉 예쁜 것이 아닌(ugly) 간이 있음을 반조하여 알아차린다.

#### (13) 횡격막(근막)
몸에는 부정(不淨)한 즉 예쁜 것이 아닌(ugly) 횡격막(근막)이 있음을 반조하여 알아차린다.

#### (14) 비장(지라)
몸에는 부정(不淨)한 즉 예쁜 것이 아닌(ugly) 비장(지라)이 있음을 반조하여 알아차린다.

#### (15) 허파
몸에는 부정(不淨)한 즉 예쁜 것이 아닌(ugly) 허파가 있음을 반조하여 알아차린다.

#### (16) 큰창자
몸에는 부정(不淨)한 즉 예쁜 것이 아닌(ugly) 큰창자가 있음을 반조하여 알아차린다.

#### (17) 작은창자
몸에는 부정(不淨)한 즉 예쁜 것이 아닌(ugly) 작은창자가 있음을 반조하여 알아차린다.

#### (18) 위
몸에는 부정(不淨)한 즉 예쁜 것이 아닌(ugly) 위가 있음을 반조하여 알아차린다.

#### (19) 똥
몸에는 부정(不淨)한 즉 예쁜 것이 아닌(ugly) 똥(소화되지 않은 음식)이 있음을 반조하여 알아차린다.

#### (20) 뇌
몸에는 부정(不淨)한 즉 예쁜 것이 아닌(ugly) 뇌가 있음을 반조하여 알아차린다.

#### (21) 쓸개즙
몸에는 부정(不淨)한 즉 예쁜 것이 아닌(ugly) 쓸개즙이 있음을 반조하여 알아차린다.

#### (22) 가래
몸에는 부정(不淨)한 즉 예쁜 것이 아닌(ugly) 가래가 있음을 반조하여 알아차린다.

#### (23) 고름
몸에는 부정(不淨)한 즉 예쁜 것이 아닌(ugly) 고름이 있음을 반조하여 알아차린다.

#### (24) 피
몸에는 부정(不淨)한 즉 예쁜 것이 아닌(ugly) 피가 있음을 반조하여 알아차린다.

#### (25) 땀
몸에는 부정(不淨)한 즉 예쁜 것이 아닌(ugly) 땀이 있음을 반조하여 알아차린다.

#### (26) 지방(굳기름)
몸에는 부정(不淨)한 즉 예쁜 것이 아닌(ugly) 지방(굳기름)이 있음을 반조하여 알아차린다.

#### (27) 눈물
몸에는 부정(不淨)한 즉 예쁜 것이 아닌(ugly) 눈물이 있음을 반조하여 알아차린다.

#### (28) 피지(피부의 기름기)
몸에는 부정(不淨)한 즉 예쁜 것이 아닌(ugly) 피지(피부의 기름기)가 있음을 반조하여 알아차린다.

#### (29) 침
몸에는 부정(不淨)한 즉 예쁜 것이 아닌(ugly) 침이 있음을 반조하여 알아차린다.

#### (30) 콧물
몸에는 부정(不淨)한 즉 예쁜 것이 아닌(ugly) 콧물이 있음을 반조하여 알아차린다.

#### (31) 관절활액(연골)
몸에는 부정(不淨)한 즉 예쁜 것이 아닌(ugly) 관절활액(연골)이 있음을 반조하여 알아차린다.

#### (32) 오줌
몸에는 부정(不淨)한 즉 예쁜 것이 아닌(ugly) 오줌이 있음을 반조하여 알아차린다.

### 2. 자신의 몸의 32가지 요소에 대한 수행이 능숙해지게 함
1의 수행을 반복한다.

### 3. 다른 사람의 몸의 32가지 요소에 대한 수행
다른 사람의 몸의 32가지 요소에 대해 1의 수행을 행한다.

### 4. 다른 사람의 몸의 32가지 요소에 대한 수행이 능숙해지게 함
3의 수행을 반복한다.

### 5. 자신과 다른 사람의 몸의 32가지 요소에 대한 수행
자신의 몸의 32가지 요소와 다른 사람의 몸의 32가지 요소에 대해 1의 수행을 행한다. 즉, 자신과 다른 사람의 몸의 32가지 요소에 대해 교대로 행한다.

### 6. 자신과 다른 사람의 몸의 32가지 요소에 대한 수행이 능숙해지게 함
5의 수행을 반복한다.

### 7, 무상(생멸, 일어남과 사라짐) 관찰 수행
다음과 같이 법 즉 현상의 일어남과 사라짐(생멸), 즉, 무상을 관찰한다.

혹은 몸에서 일어나는 현상[法]을 관찰하며 머문다. 혹은 몸에서 사라지는 현상을 관찰하며 머문다. 혹은 몸에서 일어나기도 하고 사라지기도 하는 현상을 관찰하며 머문다.

 — 각묵스님 옮김(2015) 《디가 니까야》 제2권 제22경 〈대념처경〉 초기불전연구원. pp.499~500.
1. 1~6의 수행을 행하면서, 몸에서 일어나는 현상[法]만을 관찰한다.

일어나는 현상이란 몸과 마음을 인연(의지처)으로 하여 몸의 32가지 요소가 생겨나는 것을 말한다.
2. 1~6의 수행을 행하면서, 몸에서 사라지는 현상[法]만을 관찰한다.

사라지는 현상이란 몸이 부서지거나 마음이 소멸하면 몸의 32가지 요소가 생기지 않는 것을  말한다.
3. 1~6의 수행을 행하면서, 몸에서 일어나기도 하고 사라지기도 하는 현상을 관찰한다.

즉, 일어나는 현상[法]과 사라지는 현상[法]을 지속적으로 교대로 관찰한다.

### 8. 무아 관찰 수행
몸이 있을 뿐 무아임을 관찰한다.

혹은 그는 '몸이 있구나.'라고 알아차림을 잘 확립하나니 지혜만이 있고 알아차림만이 현전할 때까지.

 — 각묵스님 옮김(2015) 《디가 니까야》 제2권 제22경 〈대념처경〉 초기불전연구원. p.500. 편집자가 용어 일부 변경
1. 1~6의 수행을 행하면서, '몸이 있구나'하고 알아차림을 잘 확립한다.

몸이 있구나라는 것은 '다만 몸이 있을 뿐이고 중생도 없고 인간도 없고 여자도 없고 남자도 없고 자아도 없고 자아에 속하는 것도 없고 나도 없고 내 것도 없고 어느 누구도 없고 누구의 것도 없다'라고 알아차리는 것을 말한다.
2. 1~6의 수행을 행하면서, (몸이 있구나라고 아는) 지혜만이 있고 (몸이 있구나라고 아는) 알아차림만이 현전할 때까지 알아차림을 잘 확립한다.

이 문구는 다만 (무아임을 아는) 지혜를 위하여, 계속해서 더 넓고 더 높이 (무아임을 아는) 지혜를 키우고 (무아임을 아는) 알아차림을 크게 하기 위하여라는 뜻이다.

### 9. 수행의 과보
몸의 32가지 요소에 대한 알아차림의 수행의 과보로 수행자는 '의지하지 않고 머물며, 세상에서 아무 것도 움켜쥐지 않는다.'  나아가 '이와 같이 몸에서 몸을 관찰하며 머물게 된다.'

이제 그는 [갈애와 삿된 견해에] 의지하지 않고 머문다. 그는 세상에서 아무 것도 움켜쥐지 않는다. 비구들이여, 이와 같이 비구는 몸에서 몸을 관찰하며 머문다.

 — 각묵스님 옮김(2015) 《디가 니까야》 제2권 제22경 〈대념처경〉 초기불전연구원. pp.500~501. 편집자가 용어 일부 변경
주석서에 따르면, 의지하지 않고 머문다는 것은 갈애와 사견(삿된 견해, 즉, 특히 아집)에 의지하던 것을 벗어나 그렇지 않은 상태에 있게 된다는 뜻이다. 아무 것도 움켜쥐지 않는다는 것은 색 · 수 · 상 · 행 · 식의 5온에 대해 나라거나 내 것이라고 집착 또는 착각하지 않는다는 뜻이다. 이와 같이 몸에서 몸을 관찰하며 머물게 된다는 것은 몸의 32가지 요소에 대한 알아차림의 수행을 잘 행함으로써 몸의 32가지 요소를 표상으로 하여 네 가지 선(4禪)이 일어난다는 것을 뜻한다.

## 32구성요소와 36물 비교
| 32구성요소               | 36물                                                                 |
| (1) 머리털               | (1) 발(髮): 머리털                                                   |
| (2) 몸털                 | (2) 모(毛): 몸털                                                     |
| (3) 손발톱               | (3) 조(爪): 손발톱                                                   |
| (4) 이빨                 | (4) 치(齒): 이빨                                                     |
| (5) 살갗                 | (13) 피(皮): 피부 겉면 (14) 부(膚): 피부 안쪽면, 살갗                |
| (6) 살                   | (16) 육(肉): 살                                                      |
| (7) 힘줄                 | (17) 근(筋): 힘줄                                                    |
| (8) 뼈                   | (19) 골(骨): 뼈                                                      |
| (9) 골수                 | (20) 수(髓): 골수                                                    |
| (10) 콩팥                | (30) 신(腎): 신장                                                    |
| (11) 심장(염통)          | (31) 심(心): 심장                                                    |
| (12) 간                  | (25) 간(肝): 간장                                                    |
| (13) 횡격막(근막)        | (24) 막(膜): 횡격막, 장간막                                          |
| (14) 비장(지라)          | (29) 비(脾): 비장, 지라                                              |
| (15) 허파                | (32) 폐(肺): 폐                                                      |
| (16) 큰창자              | (27) 장(腸): 창자(큰창자 + 작은창자)                                 |
| (17) 작은창자            | (27) 장(腸): 창자(큰창자 + 작은창자)                                 |
| (18) 위                  | (28) 위(胃): 위장                                                    |
| (19) 똥                  | (9) 시(屎): 똥                                                       |
| (20) 뇌                  | (23) 뇌(腦): 뇌                                                      |
| (21) 쓸개즙              |                                                                      |
| (22) 가래                | (35) 적담(赤痰): 붉은 빛이 섞인 가래 (36) 백담(白痰): 묽고 허연 가래 |
| (23) 고름                |                                                                      |
| (24) 피                  | (15) 혈(血): 피                                                      |
| (25) 땀                  | (12) 한(汗): 땀                                                      |
| (26) 지방(굳기름)        | (21) 방(肪): 지방(굳기름)                                            |
| (27) 눈물                | (6) 누(淚): 눈물                                                     |
| (28) 피지(피부의 기름기) | (22) 고(膏): 기름기                                                  |
| (29) 침                  | (8) 타(唾): 침                                                       |
| (30) 콧물                | (7) 연(涎): 콧물                                                     |
| (31) 관절활액(연골)      |                                                                      |
| (32) 오줌                | (10) 요(尿): 오줌                                                    |